# Tolu Smith
Galen Edward Mitchell "Tolu" Smith III (Bay St. Louis, 26 de julho de 2000) é um jogador norte-americano de basquete profissional que atualmente joga no Detroit Pistons da National Basketball Association (NBA) e no Motor City Cruise da G-League.
Ele jogou basquete universitário por Western Kentucky University e por Universidade Estadual do Mississippi.

## Carreira no ensino médio
Smith foi criado em Bay St. Louis, Mississippi, e jogou basquete na Bay High School. Ele se mudou com sua família para o Havaí em 2017 e se matriculou na Kahuku High & Intermediate School em Kahuku para sua última temporada. Ele foi selecionado como o Jogador do Ano pelo Honolulu Star-Advertiser em 2018.

## Carreira universitária
Smith jogou sua temporada de calouro pelo Western Kentucky e teve médias de 3,3 pontos e 2,6 rebotes. Ele optou por se transferir no final da temporada para se juntar a Universidade Estadual do Mississippi. Smith ficou fora da temporada de 2019-20 devido às regras de transferência da NCAA.
Smith participou de 30 jogos durante sua segunda temporada, mas foi titular em apenas 20 durante sua terceira temporada, enquanto enfrentava várias lesões. Ele voltou à plena saúde para sua última temporada e foi titular em todos os 34 jogos. Smith teve média de 15,7 pontos com uma porcentagem de arremessos certos de 57,2%, sendo chamado para a Primeira-Equipe da Southeastern Conference (SEC). Ele se declarou para o draft da NBA de 2023, mas retornou ao Mississippi State para seu quinto ano de elegibilidade universitária. Smith teve média de 15 pontos e 8 rebotes durante a temporada de 2023-24 e foi nomeado para a Primeira-Equipe da SEC.

## Carreira profissional

### Detroit Pistons / Motor City Cruise (2024–Presente)
Após não ser selecionado no draft da NBA de 2024, Smith juntou-se ao Detroit Pistons para a Summer League de 2024 e, em 17 de setembro de 2024, assinou com a equipe. No entanto, ele foi dispensado em 17 de outubro e, em 29 de outubro, juntou-se ao Motor City Cruise da G-League. Em 6 de janeiro de 2025, ele assinou um contrato de duas vias com os Pistons.

## Vida pessoal
Smith nasceu de um pai afro-americano e uma mãe samoana. Seu pai, Galen, trabalhava como especialista em informática no Naval Oceanographic Office e anteriormente jogou basquete universitário nas Ilhas Virgens Americanas. A mãe de Smith, Shannel, jogou basquete pela University of South Alabama. Seu irmão mais velho, Galen Jr., jogou basquete pelo Xavier Gold Rush.
O apelido de Smith, "Tolu", significa "três" em samoano, pois ele foi o terceiro Galen na família. Ele recebeu suas iniciais, G.E.M.S., porque seus pais consideravam ele e seu irmão como suas "joias".

## Links externos
- Biografia do Mississippi State Bulldogs
- Biografia de Kentucky